# WWE Confidential
WWE Confidential was een professioneel worsteltelevisieprogramma dat geproduceerd werd door World Wrestling Entertainment (WWE). Het programma werd wekelijks op zaterdagavond uitgezonden in de periode 2002 - 2004 op Spike TV en werd gepresenteerd door Gene Okerlund.
Confidential was uniek omdat dit programma niet alleen aandacht besteedde aan worstelen, of aan samenvattingen van worstelwedstrijden. Het programma gaf achtergrondinformatie en interviews over de worstelaars. In 2004 werd Confidential stopgezet.